# Raville-sur-Sânon
Raville-sur-Sânon è un comune francese di 105 abitanti situato nel dipartimento della Meurthe e Mosella nella regione del Grand Est.

## Società

### Evoluzione demografica
Abitanti censiti